# 가토 하지메
가토 하지메(일본어: 加藤 初, 1949년 12월 20일 ~ 2016년 12월 11일)는 일본의 전 프로 야구 선수이자 야구 지도자, 야구 해설가·평론가이다.

## 인물

### 선수 시절
후지 시립 요시와라 상업고등학교를 졸업하고 아시아 대학에 진학하지만 1년 만에 중퇴했다. 이후 사회인 야구팀 다이쇼와 제지를 거쳐 1971년 드래프트 번외로 니시테쓰 라이온스에 입단했다. 후에 활약하게 되는 요미우리 자이언츠로부터의 입단 권유가 있었지만, 당시 약소 팀이었던 니시테쓰에 등판 기회가 많을 것이라고 판단해 선택했다고 한다.
당시 니시테쓰는 검은 안개 사건으로 인해 주력 투수들이 잇따라 퇴단하는 등 전력이 크게 떨어지고 있던 시기여서 이나오 가즈히사 감독은 신인이었던 가토를 히가시오 오사무와 함께 선발 로테이션의 일원으로서 기용했다. 입단 첫 해인 1972년에 시즌 17승(15선발승)을 기록하여 퍼시픽 리그 신인왕을 차지했고 구단을 매각하는 등 경영에 있어서의 부담을 겪고 있는 라이온스에서 히가시오와 함께 ‘투수 2인방’으로서 활약했다.
1976년에 세키모토 시토시, 다마이 노부히로와의 맞트레이드로 이하라 하루키와 함께 요미우리 자이언츠로 이적하여 하리모토 이사오와 함께 1976년 시즌 요미우리 전력 보강의 상징으로 여겨졌다. 같은 해 4월 18일 히로시마 도요 카프전(히로시마 시민 구장)에서는 역대 51번째(62번째)의 노히트 노런을 달성했고 그 해 15승(7선발승) 4패의 좋은 성적을 올리는 등 센트럴 리그에서는 정식 타이틀이 아닌 최고 승률을 기록하면서 요미우리의 리그 우승 달성에 기여를 했다.
이후 요미우리의 중심 투수로 오랫동안 활약하며(86년 14선발승으로 74년(10선발승)에 이어 3번째 10선발승 이상) 올스타전에도 6차례나 출전했다. 1989년부터는 요미우리의 선수 겸 코치로 활동했고, 이듬해 1990년에는 19년간의 현역 생활을 은퇴했다.

### 그 후
1991년 ~ 1994년까지 4년 간 후지 TV와 닛폰 방송의 야구 해설위원으로 활동했지만, 그다지 언변에는 자신이 없었다고 후에 밝히기도 했다. 1995년부터는 세이부의 2군 투수 코치로 부임했고 1998년 시즌 도중부터는 2군 투수 코치로 옮긴 모리 시게카즈의 뒤를 이어 1군 투수 코치를 맡았다. 2000년에는 세이부 구단 프런트에서 근무하다가 2001년에 다시 1군 투수 코치를 맡았다.
세이부에서 퇴단한 후 2004년에는 현역 시절 동료였던 오타 다쿠지가 감독을 맡기도 한 대만 프로 야구 라뉴 베어스 코치, 2005년에는 KBO 리그 SK 와이번스의 코치를 역임했고 2002년과 2006년에는 LG 트윈스의 투수 인스트럭터를 맡았다.
2007년부터 다시 SK 와이번스의 1군 투수코치로 발탁되면서 같은 해 팀의 한국시리즈 우승에 기여했고 11월에 열린 아시아 시리즈에서는 코치로서 일본을 방문했다. 이듬해 2008년에 SK로서는 사상 최초의 2년 연속 정규 페넌트레이스 우승과 한국시리즈 우승을 이끌었고 2년 뒤인 2010년에는 정규 페넌트레이스 우승, 한국시리즈 우승을 동시에 이끌었다. 하지만 다음 해인 2011년에는 시즌 중 치질 수술을 받는 바람에 잠시 조웅천이 대신해서 나선 적이 있었다. 2011 시즌 종료 후 재계약 불가 통보를 받고 SK를 퇴단했다.
2016년 12월 11일 시즈오카현의 한 병원에서 직장암으로 숨졌다.

## 상세 정보

### 출신 학교
- 후지 시립 요시와라 상업고등학교
- 아시아 대학(중퇴)

### 선수 경력
사회인 시대
- 다이쇼와 제지

프로팀 경력
- 니시테쓰 라이온스·다이헤이요 클럽 라이온스(1972년 ~ 1975년)
- 요미우리 자이언츠(1976년 ~ 1990년)

### 지도자·기타 경력
- 요미우리 자이언츠 투수 코치(1989년 ~ 1990년) ※선수 겸임.
- 후지 TV·닛폰 방송 야구 해설위원(1991년 ~ 1994년)
- 세이부 라이온스 1군·2군 투수 코치(1995년 ~ 1999년, 2001년)[4]
- LG 트윈스 투수 인스트럭터(2002년, 2006년)
- 라뉴 베어스 투수 코치(2004년)
- SK 와이번스 투수 코치(2005년, 2007년 ~ 2011년)

### 수상·타이틀 경력

#### 타이틀
- 최고 승률(당시는 타이틀이 아님) : 1회(1976년) ※센트럴 리그에서는 1972년까지 타이틀로 제정됨.

#### 수상
- 신인왕(1972년)
- 월간 MVP : 1회(1976년 4월)

### 개인 기록
- 노히트 노런 : 1회(1976년 4월 18일, 대 히로시마 도요 카프 전, 히로시마 시민 구장) ※역대 51번째.
- 올스타전 출장 : 6회(1972년 ~ 1974년, 1976년, 1979년, 1986년)

### 등번호
- 11(1972년 ~ 1975년)
- 21(1976년 ~ 1990년)
- 84(1995년 ~ 1999년, 2001년)

### 연도별 투수 성적
| 연 도       | 소 속                | 등 판 | 선 발 | 완 투 | 완 봉 | 무 4 구 | 승 리 | 패 전 | 세 이 브 | 홀 드 | 승 률 | 타 자 | 이 닝  | 피 안 타 | 피 홈 런 | 볼 넷 | 고 4 | 몸 맞 | 탈 삼 진 | 폭 투 | 보 크 | 실 점 | 자 책 점 | 평 자 책 | W H I P |
| ----------- | -------------------- | ----- | ----- | ----- | ----- | ------- | ----- | ----- | -------- | ----- | ----- | ----- | ------ | -------- | -------- | ----- | ---- | ----- | -------- | ----- | ----- | ----- | -------- | -------- | ------- |
| 1972년      | 니시테쓰· 다이헤이요 | 48    | 31    | 8     | 2     | 0       | 17    | 16    | --       | --    | .515  | 1068  | 246.0  | 220      | 33       | 137   | 2    | 9     | 114      | 3     | 0     | 117   | 108      | 3.95     | 1.45    |
| 1973년      | 니시테쓰· 다이헤이요 | 43    | 18    | 5     | 0     | 0       | 8     | 11    | --       | --    | .421  | 680   | 159.2  | 145      | 21       | 77    | 2    | 2     | 90       | 1     | 2     | 83    | 74       | 4.16     | 1.39    |
| 1974년      | 니시테쓰· 다이헤이요 | 34    | 26    | 7     | 3     | 0       | 12    | 12    | 0        | --    | .500  | 787   | 189.0  | 144      | 18       | 98    | 4    | 7     | 122      | 2     | 0     | 67    | 62       | 2.95     | 1.28    |
| 1975년      | 니시테쓰· 다이헤이요 | 28    | 21    | 11    | 1     | 2       | 8     | 11    | 0        | --    | .421  | 682   | 157.0  | 163      | 14       | 62    | 3    | 2     | 109      | 3     | 0     | 86    | 75       | 4.30     | 1.43    |
| 1976년      | 요미우리             | 46    | 14    | 4     | 1     | 0       | 15    | 4     | 8        | --    | .789  | 696   | 168.0  | 141      | 21       | 63    | 2    | 2     | 161      | 8     | 0     | 72    | 69       | 3.70     | 1.21    |
| 1977년      | 요미우리             | 13    | 8     | 0     | 0     | 0       | 4     | 1     | 3        | --    | .800  | 237   | 55.2   | 40       | 8        | 28    | 1    | 1     | 60       | 2     | 0     | 19    | 18       | 2.89     | 1.22    |
| 1978년      | 요미우리             | 34    | 24    | 4     | 0     | 0       | 8     | 5     | 3        | --    | .615  | 661   | 157.0  | 146      | 17       | 64    | 1    | 8     | 114      | 5     | 1     | 70    | 63       | 3.61     | 1.34    |
| 1979년      | 요미우리             | 36    | 22    | 1     | 0     | 0       | 7     | 10    | 2        | --    | .412  | 596   | 142.0  | 124      | 23       | 57    | 2    | 1     | 98       | 1     | 0     | 68    | 63       | 3.99     | 1.27    |
| 1980년      | 요미우리             | 13    | 1     | 0     | 0     | 0       | 1     | 1     | 0        | --    | .500  | 122   | 27.0   | 29       | 5        | 16    | 0    | 0     | 19       | 0     | 0     | 18    | 11       | 3.67     | 1.67    |
| 1981년      | 요미우리             | 30    | 18    | 6     | 0     | 0       | 12    | 6     | 2        | --    | .667  | 652   | 158.0  | 133      | 20       | 63    | 7    | 3     | 97       | 2     | 1     | 54    | 51       | 2.91     | 1.24    |
| 1982년      | 요미우리             | 24    | 17    | 3     | 0     | 0       | 4     | 7     | 0        | --    | .364  | 502   | 121.2  | 105      | 9        | 41    | 3    | 3     | 97       | 3     | 1     | 52    | 42       | 3.10     | 1.20    |
| 1983년      | 요미우리             | 17    | 9     | 2     | 1     | 1       | 8     | 3     | 0        | --    | .727  | 330   | 81.1   | 70       | 9        | 30    | 0    | 1     | 46       | 1     | 0     | 27    | 24       | 2.66     | 1.23    |
| 1984년      | 요미우리             | 25    | 24    | 3     | 1     | 0       | 10    | 7     | 0        | --    | .588  | 648   | 152.2  | 140      | 19       | 56    | 5    | 2     | 95       | 3     | 1     | 64    | 57       | 3.36     | 1.28    |
| 1985년      | 요미우리             | 30    | 21    | 0     | 0     | 0       | 4     | 8     | 3        | --    | .333  | 515   | 123.1  | 104      | 17       | 52    | 4    | 4     | 89       | 1     | 0     | 53    | 47       | 3.43     | 1.26    |
| 1986년      | 요미우리             | 26    | 23    | 4     | 1     | 1       | 14    | 5     | 0        | --    | .737  | 592   | 143.2  | 123      | 14       | 45    | 5    | 3     | 93       | 2     | 0     | 51    | 44       | 2.76     | 1.17    |
| 1987년      | 요미우리             | 19    | 18    | 0     | 0     | 0       | 7     | 1     | 0        | --    | .875  | 392   | 92.0   | 93       | 11       | 26    | 0    | 3     | 65       | 2     | 2     | 37    | 31       | 3.03     | 1.29    |
| 1988년      | 요미우리             | 14    | 10    | 0     | 0     | 0       | 2     | 4     | 0        | --    | .333  | 225   | 55.1   | 43       | 8        | 24    | 2    | 1     | 16       | 1     | 0     | 24    | 21       | 3.42     | 1.21    |
| 1989년      | 요미우리             | 4     | 1     | 0     | 0     | 0       | 0     | 1     | 0        | --    | .000  | 38    | 7.0    | 10       | 3        | 6     | 1    | 0     | 7        | 0     | 0     | 11    | 10       | 12.86    | 2.29    |
| 1990년      | 요미우리             | 6     | 0     | 0     | 0     | 0       | 0     | 0     | 1        | --    | ----  | 61    | 13.2   | 14       | 1        | 5     | 0    | 0     | 8        | 0     | 0     | 4     | 4        | 2.63     | 1.39    |
| 통산 : 19년 | 통산 : 19년          | 490   | 306   | 58    | 10    | 4       | 141   | 113   | 22       | --    | .555  | 9484  | 2250.0 | 1987     | 271      | 950   | 44   | 52    | 1500     | 40    | 8     | 977   | 874      | 3.50     | 1.31    |

- 굵은 글씨는 시즌 최고 성적.
- 니시테쓰(니시테쓰 라이온스)는 1973년에 다이헤이요(다이헤이요 클럽 라이온스)로 구단명을 변경.